# جيريمي هنت
جيريمي ريتشارد سترينشام هانت (بالإنجليزية: Jeremy Richard Streynsham Hunt)‏ (مواليد 1 نوفمبر 1966 في لندن) سياسي بريطاني ينتمي لحزب المحافظين يشغل منصب مستشار الخزانة في حكومة ريشي سوناك منذ 14 أكتوبر 2022. شغل سابقًا في مجلس الوزراء منصب وزير الثقافة والأولمبياد والإعلام والرياضة من 2010 إلى 2012 ومنصب وزير الصحة والرعاية الاجتماعية من 2012 إلى 2018 ومنصب وزير الخارجية من 2018 إلى 2019. نائب في البرلمان ‏ عن جنوب غرب سوري منذ 2005.

## مناصب
تولى منصب وزير الصحة والرعاية الاجتماعية (منذ 4 سبتمبر 2012)، ووزير دولة - ظل - للثقافة والإعلام والرياضة، وعضو البرلمان في المملكة المتحدة.عين وزير للخارجية في 9 تموز عام 2018 خلفاً للوزير المستقيل بوريس جونسن

## التعليم
تعلم في كلية المجدلية، ومدرسة شارترهاوس ‏.

## وصلات خارجية
- جيريمي هنت على موقع IMDb (الإنجليزية)
- جيريمي هنت على موقع الموسوعة البريطانية (الإنجليزية)
- جيريمي هنت على موقع مونزينجر (الألمانية)
- جيريمي هنت على موقع قاعدة بيانات الفيلم (الإنجليزية)